# Echium onosmifolium
Echium onosmifolium là loài thực vật có hoa trong họ Mồ hôi. Loài này được Webb & Berthel. mô tả khoa học đầu tiên năm 1844.